# Liste des commanderies templières dans la Rioja
Cette liste recense les anciennes commanderies et maisons de l'Ordre du Temple dans l'actuelle communauté autonome de La Rioja.

## Histoire et faits marquants

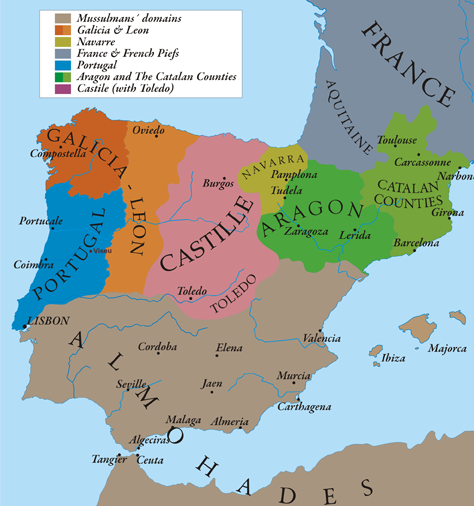
Les royaumes de la péninsule ibérique au début du XIII

La présence de l'ordre du Temple à Alcanadre débute en 1155 avec le don de l'église Santa Maria (es). Initialement, la maison du Temple d'Alcanadre paraît dépendre de la commanderie de Novillas en Aragon.
Frère Jean dit le gaucher, commandeur de la baillie templière d'Alcanadre fut convoqué à Medina del Campo par l'évêque de Tolède en avril 1310 afin d'y être interrogé avec l'ensemble des templiers du royaume de Castille-et-León. À la suite du procès de l'ordre du Temple, Alcanadre fut dévolue aux Hospitaliers de la langue d'Espagne mais en 1342, Alphonse XI de Castille donne ces anciennes possessions de l'ordre du Temple au monastère de Las Huelgas Reales de Valladolid (es).

## Commanderies
| Commanderie | Ville actuelle (ou à proximité) | Observations                                                                         |
| ----------- | ------------------------------- | ------------------------------------------------------------------------------------ |
| ...         | ...                             | ...                                                                                  |
| Alcanadre   | Alcanadre                       | 1177: Martino Soncii comendatori de Alcanadre 1310: comendatori Bayliue de Alcanadre |
| Carbonera   | Carbonera (es), Bergasa         | 1173: fratres Templi Salomonis de Carbonera                                          |

| Localisation dans La Rioja (Liens vers les articles correspondants)                                                            |
| --- |
| \| Aragon Castille-et-León Navarre Pays basque Alcanadre Carbonera Aradón Calahorra Inestrillas Robres del Castillo Yanguas \| |
| Aragon Castille-et-León Navarre Pays basque Alcanadre Carbonera Aradón Calahorra Inestrillas Robres del Castillo Yanguas       |

### Autres biens
- Arádon[5]
- Des biens à Calahorra, Robres del Castillo, Inestrillas (es) mais aussi à Yanguas en Castille-et-León[4]

### Possessions douteuses ou à vérifier
- Hormilla dont le château aurait été confié aux templiers[6].
- L'église d'Arce-Foncea, municipalité de Foncea[7]